# Jason McCartney (polityk)
Jason Alexander McCartney (ur. 29 stycznia 1968 w Harrogate) – brytyjski polityk Partii Konserwatywnej, były deputowany Izby Gmin .

## Działalność polityczna
W okresie od 6 maja 2010 do 3 maja 2017 i od 12 grudnia 2019 do 30 maja 2024 reprezentował okręg wyborczy Colne Valley w brytyjskiej Izbie Gmin.